# Капитол Сједињених Америчких Држава
Капитол Сједињених Америчких Држава, који се често назива и Зграда Капитола, место је окупљања Конгреса Сједињених Америчких Држава и седиште законодавног огранка америчке савезне владе. Налази се на брду Капитол на источном крају Натионал Мал-а у Вашингтону, иако више није у географском центру савезног округа, Капитол чини исходиште система бројева улица у округу и четири квадранта округа. Првобитна зграда завршена је 1800. године. Делимично је уништена паљењем Вашингтона 1814. године, а затим је у потпуности обновљена у року од пет година. Зграда је касније увећана, додавањем масивне куполе, и продуженим крилима са проширеним коморама за дводомно законодавно тело, Представнички дом у јужном крилу и Сенат у северном крилу. Попут главних зграда извршне и судске власти, Капитол је изграђен у неокласичном стилу и има белу спољашњост. Источно и западно узвишење формално се називају фронтовима, мада је само источни фронт био предвиђен за прихват посетилаца и угледника.

## Историја
Започет 1793, амерички Капитол је саграђен, спаљен, обновљен, дограђен и обновљен; данас стоји као споменик не само својим градитељима већ и америчком народу и њиховој влади. Као централна тачка владиног законодавног огранка, амерички Капитол је централни део Капитолског кампуса, који укључује главне зграде Конгреса и три зграде Конгресне библиотеке изграђене на брду Капитол у 19. и 20. веку. Поред своје активне употребе у Конгресу, амерички Капитол је музеј америчке уметности и историје. Сваке године га посети око 3-5 милиона људи из целог света. Леп пример неокласичне архитектуре из 19. века, амерички Капитол комбинује функцију са естетиком. Њени дизајни изведени из древне Грчке и Рима евоцирају идеале који су водили осниваче нације док су уоквиривали своју нову републику. Како је зграда проширена својим првобитним дизајном, пажљиво се одржавао склад са постојећим деловима.
Данас амерички Капитол покрива површину од 175.170 квадратних стопа или око 4 хектара и има површину од приближно 16-1 / 2 хектара. Његова дужина, од севера до југа, је 751 стопа 4 инча; његова највећа ширина, укључујући прилазе, је 350 стопа. Његова висина изнад основне линије на источном фронту до врха Кипа слободе је 288 стопа. Зграда садржи приближно 540 соба и има 658 прозора (108 у куполи) и приближно 850 врата.